# アイノラ

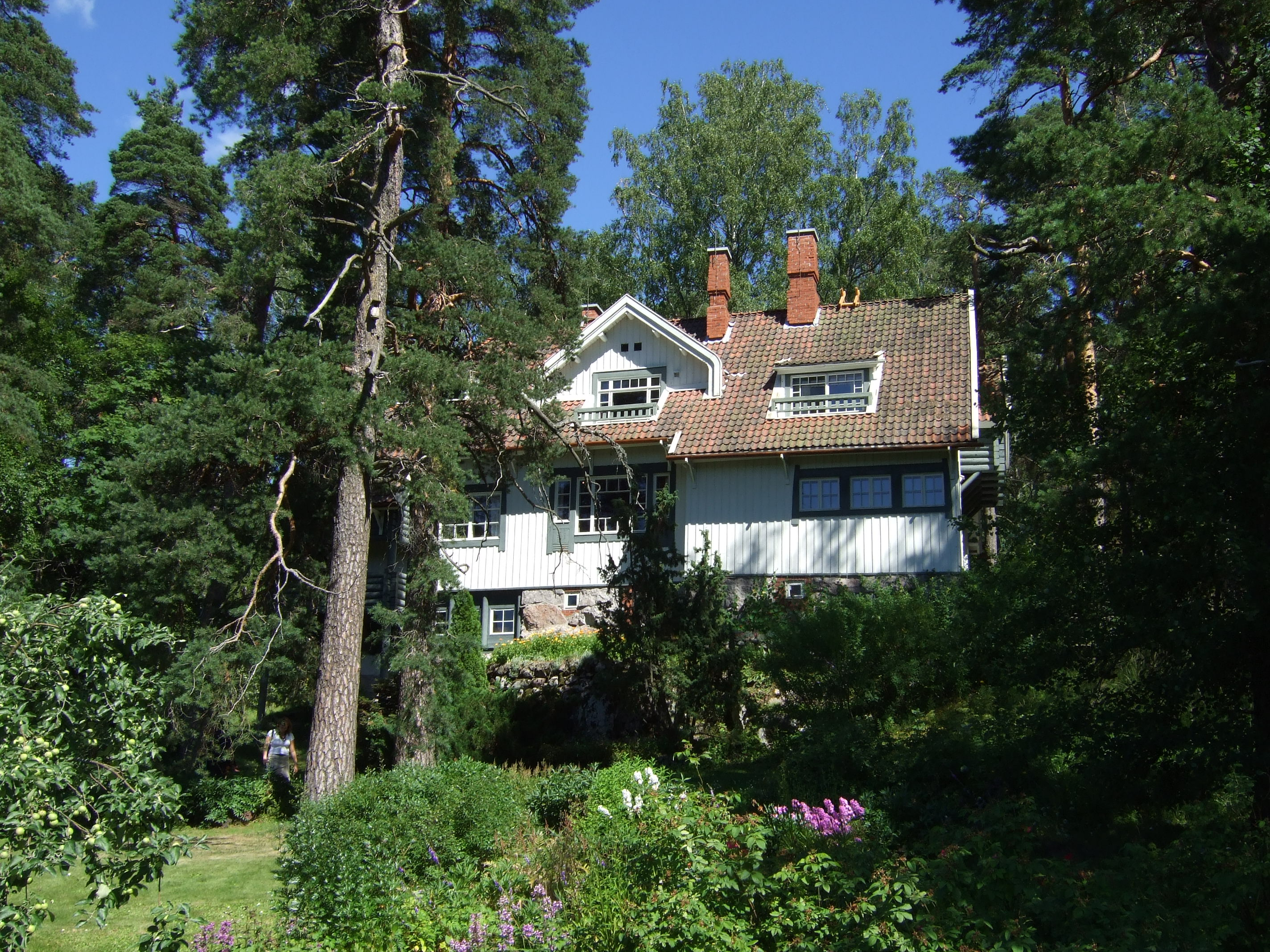
アイノラ

アイノラ（Ainola）、もしくはアイノラ荘は、フィンランドの作曲家ジャン・シベリウスとその妻アイノが家族とともに1904年の秋から1972年まで暮らした家。名称は「アイノの居場所」という意味である。建屋は1974年から博物館として一般に公開されている。アイノラはフィンランドの首都、ヘルシンキから38キロメートル (24マイル)北に離れたヤルヴェンパーのトゥースラ湖の眺めの良い岸辺に建てられている。設計を担ったのは著名な建築家のラルス・ソンクである。シベリウスがソンクへ頼んだのは湖への眺望を確保すること、ダイニングに緑色の暖炉を設置することの2点だけだった。シベリウスが室内で作曲中に気が散ることを嫌ったため、水道管は彼の生前には敷設されなかった。
首都の喧騒から離れたアイノラは、シベリウスが創作に乗り出す際に必要とした平穏をもたらした。彼の伝記作家であるエリック・タヴァッシェルナは次のように記している。「シベリウスがはじめてヘルシンキを離れた頃は、ヤルヴェンパーは大部分が手つかずの田舎だった。子馬や羊が家への道をほとんど探るようにして進み、ときおりヘラジカが堂々たる立ち姿を見せていた。」近所には他にも芸術家の家族が複数住んでおり、シベリウス一家も交えた活発な交流が行われていた。
アイノラでの日々の生活はシベリウスの私設秘書だったサンテリ・レヴァスが1945年に発表した写真集『ジャン・シベリウスと彼の家』に記録されている。

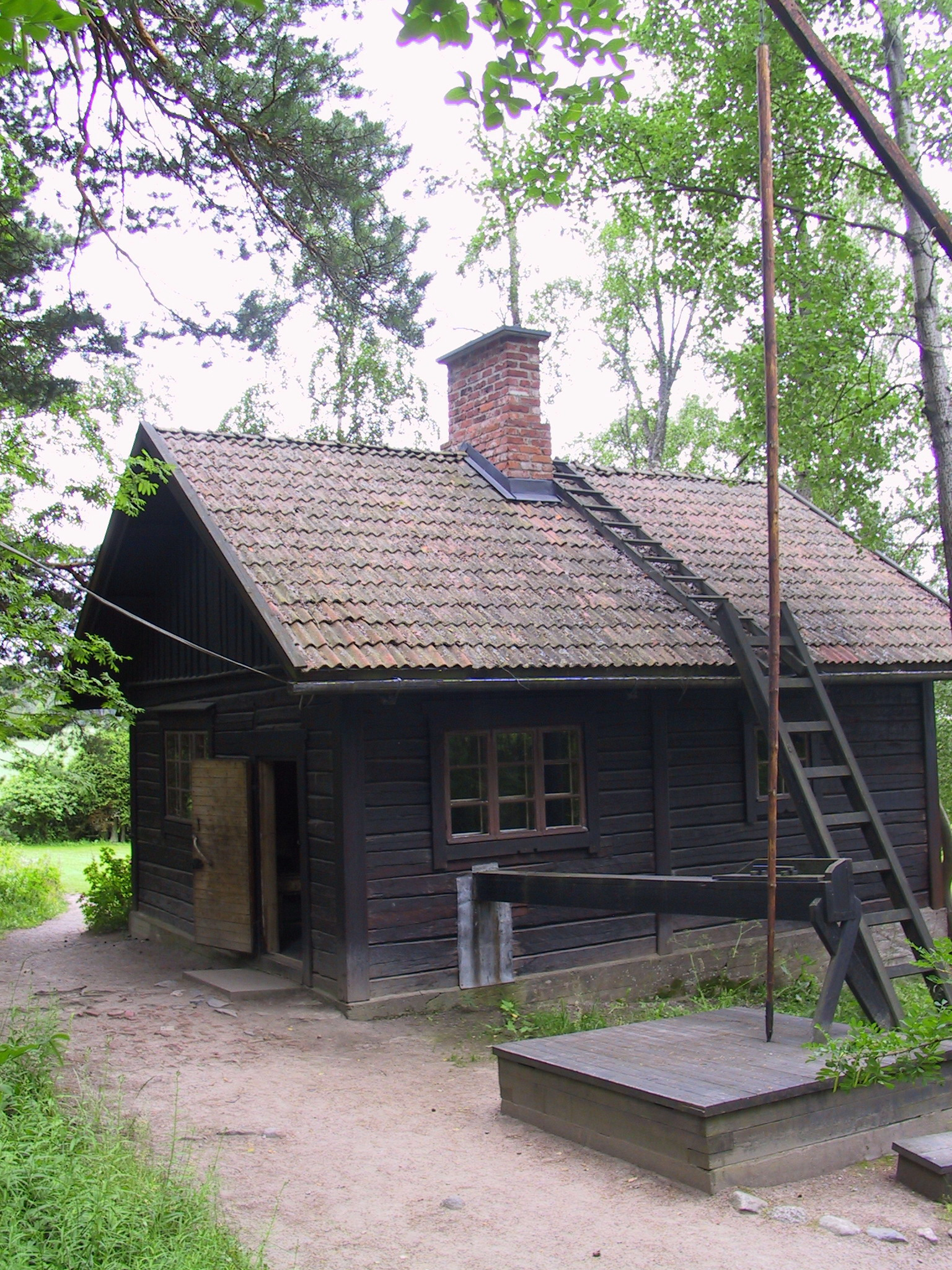
アイノラのサウナはアイノが設計した。

アイノラの周囲にはサウナや一家の工房などの建物がある。シベリウスは1957年9月20日にアイノラで永眠し、敷地内の庭に埋葬されている。妻のアイノはその後12年間アイノラで暮らし続け、1969年6月8日にこの世を去った。彼女は夫とともに眠っている。
1972年、シベリウスの娘たちであるエーヴァ、ルート、カタリーナ、マルガレータ、ヘイディがアイノラをフィンランド政府に売却した。教育省とフィンランド・シベリウス協会が1974年6月に建物を博物館として公開しており、現在は5月から9月の間だけ開館している。同館には1915年にシベリウスの50歳の誕生日を祝って贈られたスタインウェイ・アンド・サンズのグランドピアノや、アイノの兄であるエーロ・ヤルネフェルトが描いた絵画などが遺品として保管されている。